# Championnat d'Europe de rugby à XV des moins de 20 ans 2023
Navigation
Championnat d'Europe des moins de 20 ans 2022 Championnat d'Europe des moins de 20 ans 2024
Le championnat d'Europe de rugby à XV des moins de 20 ans 2023 réunit sept nations et une sélection régionale.
Le tournoi se déroule en Tchéquie, à Prague, du dimanche 12 novembre au dimanche 19 novembre 2023.

## Présentation

### Équipes en compétition
| Equipes                  |
| ------------------------ |
| Auvergne-Rhône-Alpes -20 |
| Belgique -20             |
| Pays-Bas -20             |
| Pologne -20              |
| Portugal -20             |
| Roumanie -20             |
| Suisse -20               |
| Tchéquie -20             |

### Format
Les huit équipes participent à un quart de finale. La suite de la compétition se fait par élimination directe à chaque tour. Des matchs de classement ont également lieu. Le vainqueur est qualifié pour le Trophée mondial 2024.
La Suisse s'est qualifiée en battant la Bulgarie en match de barrage, par le score de 60 à 0.
L'Écosse ayant décliné sa participation à la compétition, la sélection du comité Auvergne-Rhône-Alpes a été invitée pour arriver à un total de huit équipes.

## Phase finale

### Tableau principal
|  | Quarts de finale                                      | Quarts de finale                                      |              |              | Demi-finales                                          | Demi-finales                                          |    |  | Finale   | Finale |
|  | Quarts de finale                                      | Quarts de finale                                      |              |              | Demi-finales                                          | Demi-finales                                          |    |  | Finale   | Finale |
|  |                                                       |                                                       |              |              |                                                       |                                                       |    |  |          |        |
|  | le 12 novembre 2023 à 18h30 au Stade Markéta (Prague) | le 12 novembre 2023 à 18h30 au Stade Markéta (Prague) |              |              | le 15 novembre 2023 à 13h30 au Stade Markéta (Prague) | le 15 novembre 2023 à 13h30 au Stade Markéta (Prague) |    |  |          |        |
|  | le 12 novembre 2023 à 18h30 au Stade Markéta (Prague) | le 12 novembre 2023 à 18h30 au Stade Markéta (Prague) |              |              | le 15 novembre 2023 à 13h30 au Stade Markéta (Prague) | le 15 novembre 2023 à 13h30 au Stade Markéta (Prague) |    |  |          |        |
|  | Pays-Bas -20                                          | 50                                                    |              |              | le 15 novembre 2023 à 13h30 au Stade Markéta (Prague) | le 15 novembre 2023 à 13h30 au Stade Markéta (Prague) |    |  |          |        |
|  | Pays-Bas -20                                          | 50                                                    |              |              | le 15 novembre 2023 à 13h30 au Stade Markéta (Prague) | le 15 novembre 2023 à 13h30 au Stade Markéta (Prague) |    |  |          |        |
|  | Tchéquie -20                                          | 7                                                     |              |              | le 15 novembre 2023 à 13h30 au Stade Markéta (Prague) | le 15 novembre 2023 à 13h30 au Stade Markéta (Prague) |    |  |          |        |
|  | Tchéquie -20                                          | 7                                                     | Pays-Bas -20 | 23           |                                                       |                                                       |    |  |          |        |
|  | le 12 novembre 2023 à 13h30 au Stade Markéta (Prague) |                                                       | Pays-Bas -20 | 23           |                                                       |                                                       |    |  |          |        |
|  |                                                       | Portugal -20                                          | 13           |              |                                                       |                                                       |    |  |          |        |
|  | Portugal -20                                          | Portugal -20                                          | 13           | 122          |                                                       |                                                       |    |  |          |        |
|  | Portugal -20                                          |                                                       |              | 122          |                                                       |                                                       |    |  |          |        |
|  | Pologne -20                                           | 0                                                     |              |              |                                                       |                                                       |    |  |          |        |
|  | Pologne -20                                           | 0                                                     | Pays-Bas -20 | 26           |                                                       |                                                       |    |  |          |        |
|  | le 12 novembre 2023 à 11h00 au Stade Markéta (Prague) |                                                       | Pays-Bas -20 | 26           |                                                       |                                                       |    |  |          |        |
|  |                                                       | Belgique -20                                          | 16           |              |                                                       |                                                       |    |  |          |        |
|  | Belgique -20                                          | Belgique -20                                          | 16           | 28           |                                                       |                                                       |    |  |          |        |
|  | Belgique -20                                          | le 15 novembre 2023 à 16h00 au Stade Markéta (Prague) |              | 28           |                                                       |                                                       |    |  |          |        |
|  | Roumanie -20                                          | 19                                                    |              |              |                                                       |                                                       |    |  |          |        |
|  | Roumanie -20                                          | 19                                                    | Belgique -20 | 25           |                                                       |                                                       |    |  |          |        |
|  | le 12 novembre 2023 à 16h00 au Stade Markéta (Prague) | le 12 novembre 2023 à 16h00 au Stade Markéta (Prague) | Belgique -20 | 25           | Match pour la 3e place                                | Match pour la 3e place                                |    |  |          |        |
|  | le 12 novembre 2023 à 16h00 au Stade Markéta (Prague) | le 12 novembre 2023 à 16h00 au Stade Markéta (Prague) |              | AURA -20     | Match pour la 3e place                                | Match pour la 3e place                                | 10 |  |          |        |
|  | AURA -20                                              | 85                                                    |              |              |                                                       |                                                       | 10 |  |          |        |
|  | AURA -20                                              | 85                                                    |              |              |                                                       |                                                       |    |  |          |        |
|  | Suisse -20                                            | 0                                                     |              | Portugal -20 | 42                                                    |                                                       |    |  |          |        |
|  | Suisse -20                                            | 0                                                     |              | Portugal -20 | 42                                                    |                                                       |    |  |          |        |
|  |                                                       |                                                       |              |              |                                                       |                                                       |    |  | AURA -20 | 0      |
|  |                                                       |                                                       |              |              |                                                       |                                                       |    |  | AURA -20 | 0      |

#### Matchs de classement
|  | Demi-finales de classement                            | Demi-finales de classement |                        |    | Match pour la 5e place | Match pour la 5e place |
|  | Demi-finales de classement                            | Demi-finales de classement |                        |    | Match pour la 5e place | Match pour la 5e place |
|  |                                                       |                            |                        |    |                        |                        |
|  | le 15 novembre 2023 à 18h45 au Stade Markéta (Prague) |                            |                        |    |                        |                        |
|  |                                                       |                            |                        |    |                        |                        |
|  | Tchéquie -20                                          | 28                         |                        |    |                        |                        |
|  | Tchéquie -20                                          | 28                         |                        |    |                        |                        |
|  | Pologne -20                                           | 43                         |                        |    |                        |                        |
|  | Pologne -20                                           | 43                         | Pologne -20            | 25 |                        |                        |
|  | le 15 novembre 2023 à 11h00 au Stade Markéta (Prague) |                            | Pologne -20            | 25 |                        |                        |
|  |                                                       | Roumanie -20               | 44                     |    |                        |                        |
|  | Roumanie -20                                          | Roumanie -20               | 44                     | 43 |                        |                        |
|  | Roumanie -20                                          |                            |                        | 43 |                        |                        |
|  | Suisse -20                                            | 5                          |                        |    |                        |                        |
|  | Suisse -20                                            | 5                          | Match pour la 7e place |    |                        |                        |
|  |                                                       |                            |                        |    |                        |                        |
|  |                                                       |                            |                        |    |                        |                        |
|  |                                                       |                            |                        |    |                        |                        |
|  | Tchéquie -20                                          | 34                         |                        |    |                        |                        |
|  | Tchéquie -20                                          | 34                         |                        |    |                        |                        |
|  | Suisse -20                                            | 0                          |                        |    |                        |                        |
|  | Suisse -20                                            | 0                          |                        |    |                        |                        |